# Sinaia
Sinaia (/siˈna.ja/) è una città della Romania di 9 071 abitanti, ubicata nel distretto di Prahova, nella regione storica della Muntenia.
Sinaia è una nota località turistica e sciistica che attrae molti visitatori sia d'estate che d'inverno.

## Geografia fisica

### Territorio
Sinaia sorge a circa 60 km a nord-ovest di Ploiești  e a 50 km a sud di Brașov, in un'area montagnosa nella valle del fiume Prahova, subito ad est dei Monti Bucegi. L'altitudine varia da 767 a 1055 m s.l.m.

### Clima
Sinaia ha un clima continentale umido con estati calde (Dfb nella classificazione climatica di Köppen).
Le estati sono fresche e molto piovose all'inizio della stagione. Gli inverni sono moderatamente freddi, con abbondanti nevicate.
Uno strato uniforme di neve si deposita solitamente a novembre e si scioglie da marzo ad aprile, a volte all'inizio di maggio. Lo spessore dello strato di neve varia tra 20 centimetri e 3 metri nelle altitudini più elevate.
| Mese                | Mesi | Mesi | Mesi | Mesi | Mesi | Mesi | Mesi | Mesi | Mesi | Mesi | Mesi | Mesi | Stagioni | Stagioni | Stagioni | Stagioni | Anno  |
| Mese                | Gen  | Feb  | Mar  | Apr  | Mag  | Giu  | Lug  | Ago  | Set  | Ott  | Nov  | Dic  | Inv      | Pri      | Est      | Aut      | Anno  |
| ------------------- | ---- | ---- | ---- | ---- | ---- | ---- | ---- | ---- | ---- | ---- | ---- | ---- | -------- | -------- | -------- | -------- | ----- |
| T. max. media (°C)  | −1   | 0,7  | 4,5  | 10,2 | 15,0 | 18,4 | 20,4 | 20,5 | 15,9 | 10,9 | 5,9  | 0,9  | 0,2      | 9,9      | 19,8     | 10,9     | 10,2  |
| T. min. media (°C)  | −8,3 | −7,1 | −4,0 | 0,9  | 6,0  | 9,7  | 11,7 | 11,9 | 7,7  | 3,0  | −0,7 | −6,0 | −7,1     | 1,0      | 11,1     | 3,3      | 2,1   |
| Precipitazioni (mm) | 45   | 44   | 61   | 93   | 140  | 148  | 139  | 108  | 73   | 62   | 54   | 53   | 142      | 294      | 395      | 189      | 1 020 |

## Storia
Sinaia è una delle più belle località montane della Romania, notevole anche per l'architettura pittoresca. La città prende il nome dal Monastero di Sinaia, intorno al quale fu costruita; il monastero prende a sua volta il nome dal Monte Sinai. Re Carlo I di Romania costruì presso la città la sua dimora estiva, il Castello di Peleș. Grazie alla residenza reale, nella cittadina vennero costruiti molti hotel, un casinò e una stazione ferroviaria reale.

## Monumenti e luoghi d'interesse
La città è una popolare meta turistica per gli sport invernali e per le escursioni.
Tra le attrazioni turistiche vi è il Castello di Peleș, quello di Pelișor, il Monastero di Sinaia, il Casinò e la stazione ferroviaria.
Sinaia è anche stata la residenza estiva del grande compositore rumeno George Enescu, che soggiornava alla villa Luminiș.

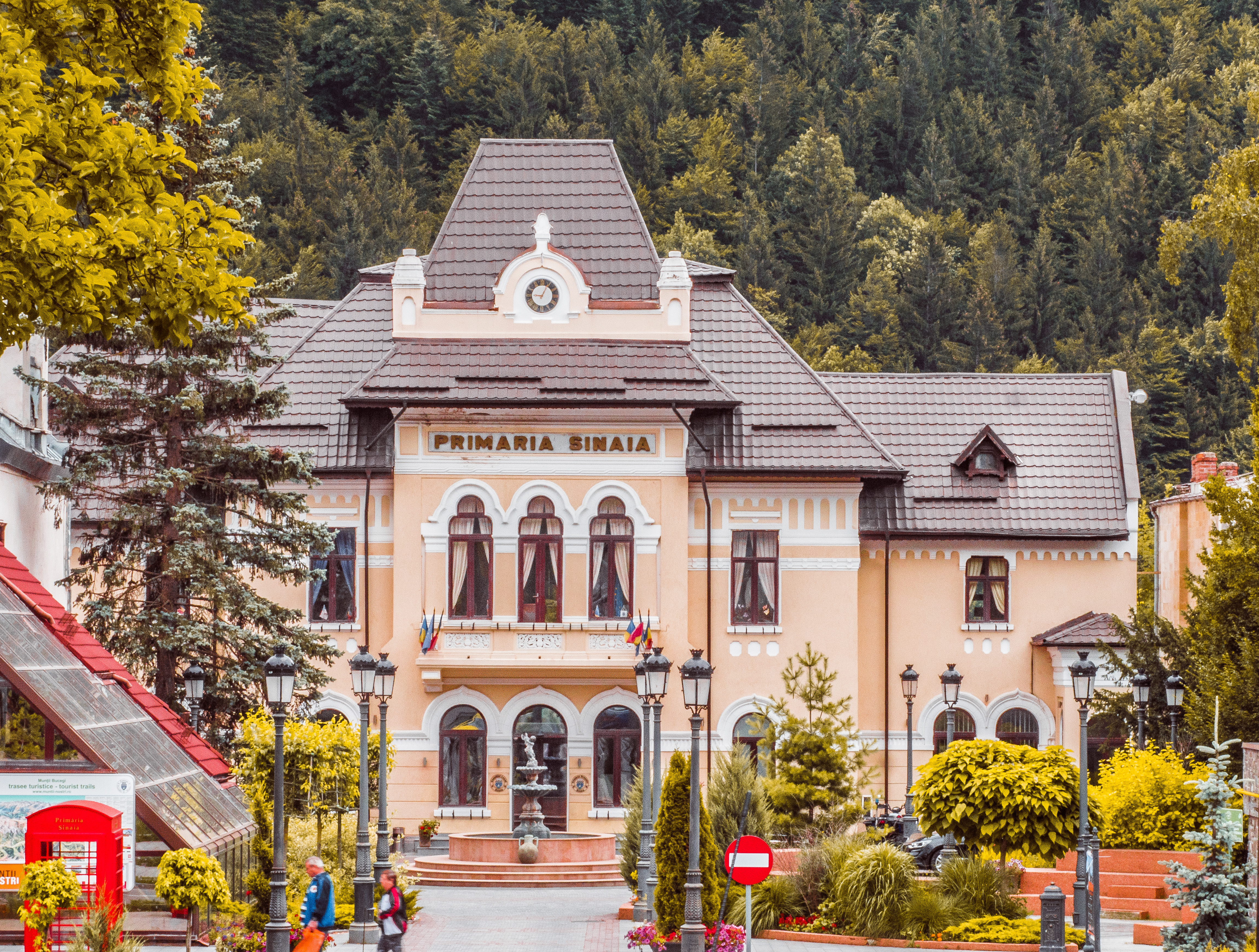
Municipio
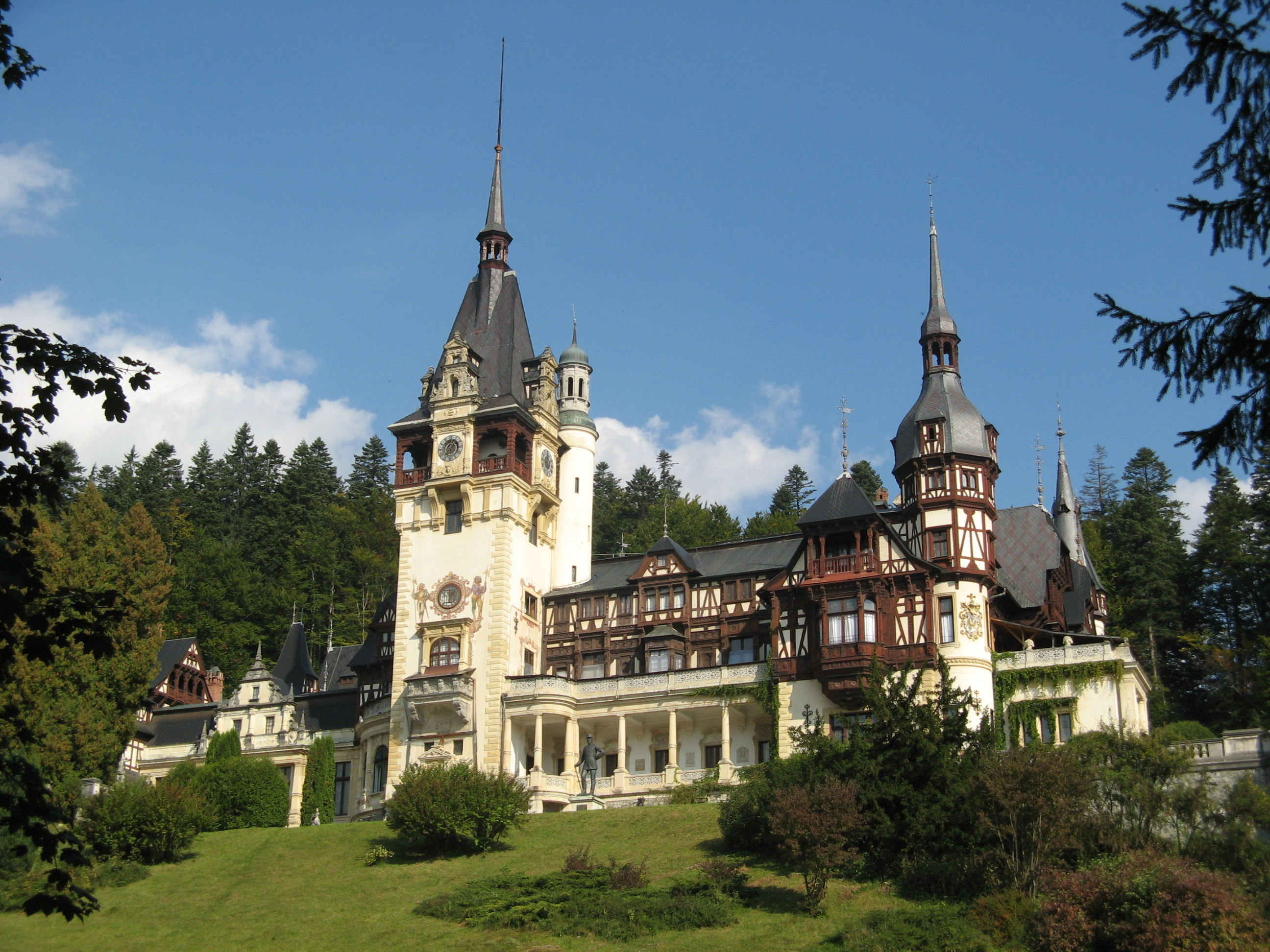
Castello di Peleș
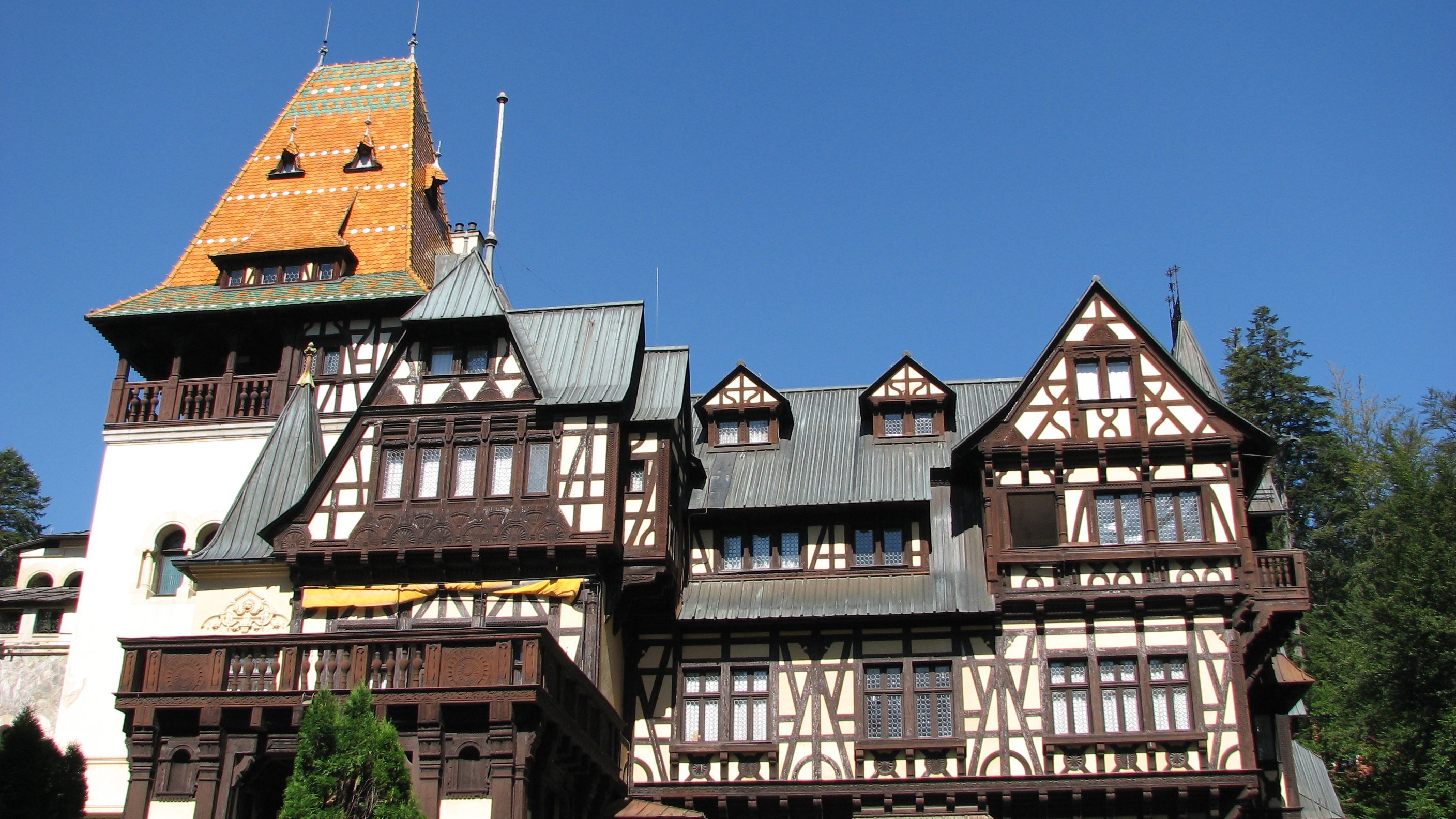
Il castello di Pelișor
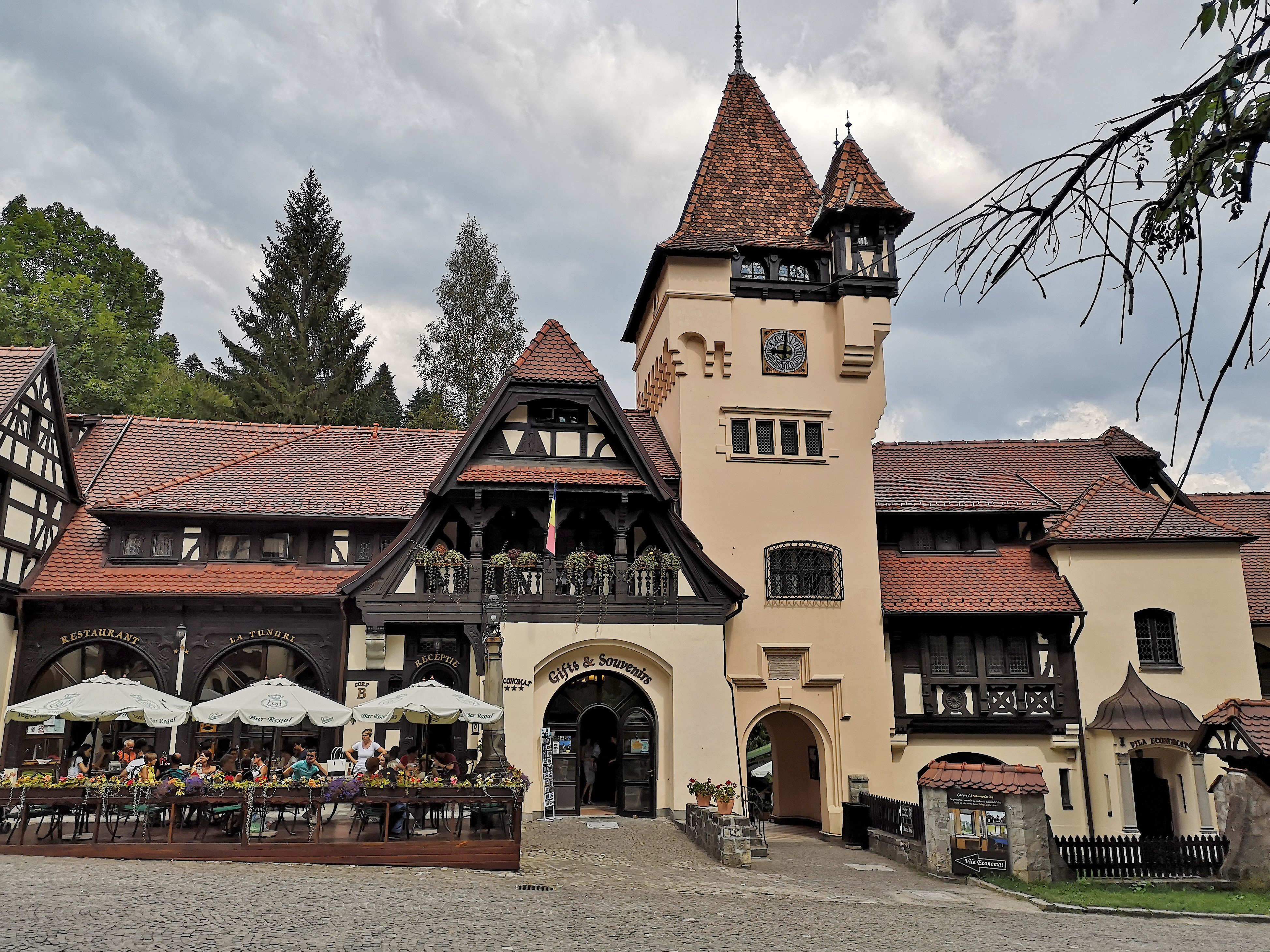
Villa Economat
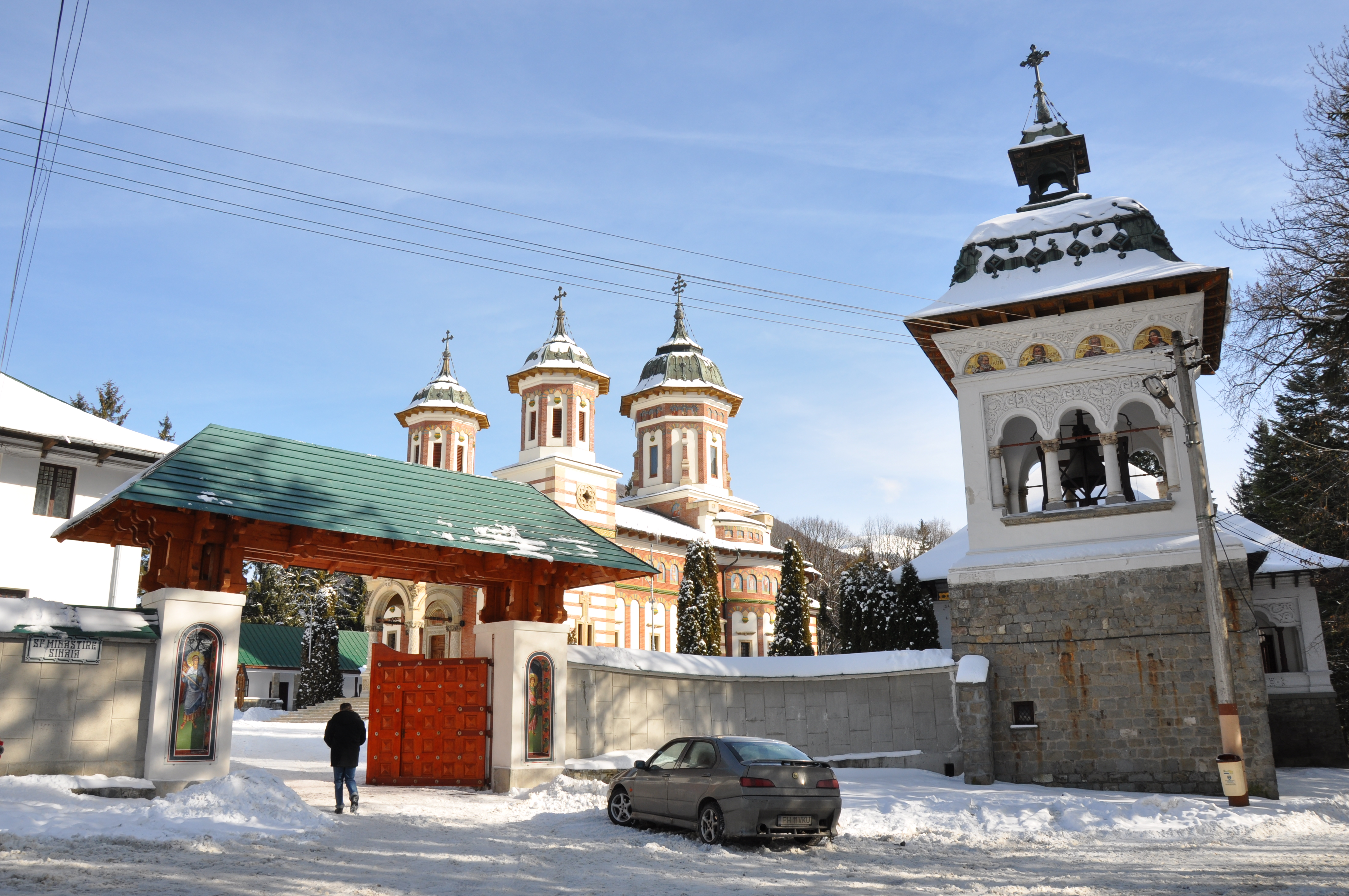
Il monastero di Sinaia

## Infrastrutture e trasporti
Sinaia è attraversata dalla strada statale DN1 e viene servita dalla stazione ferroviaria Gara Sinaia con treni da e verso Brașov e Bucarest gestiti dalla CFR.
Sono anche presenti diversi impianti di salita per le piste da scii in quota.

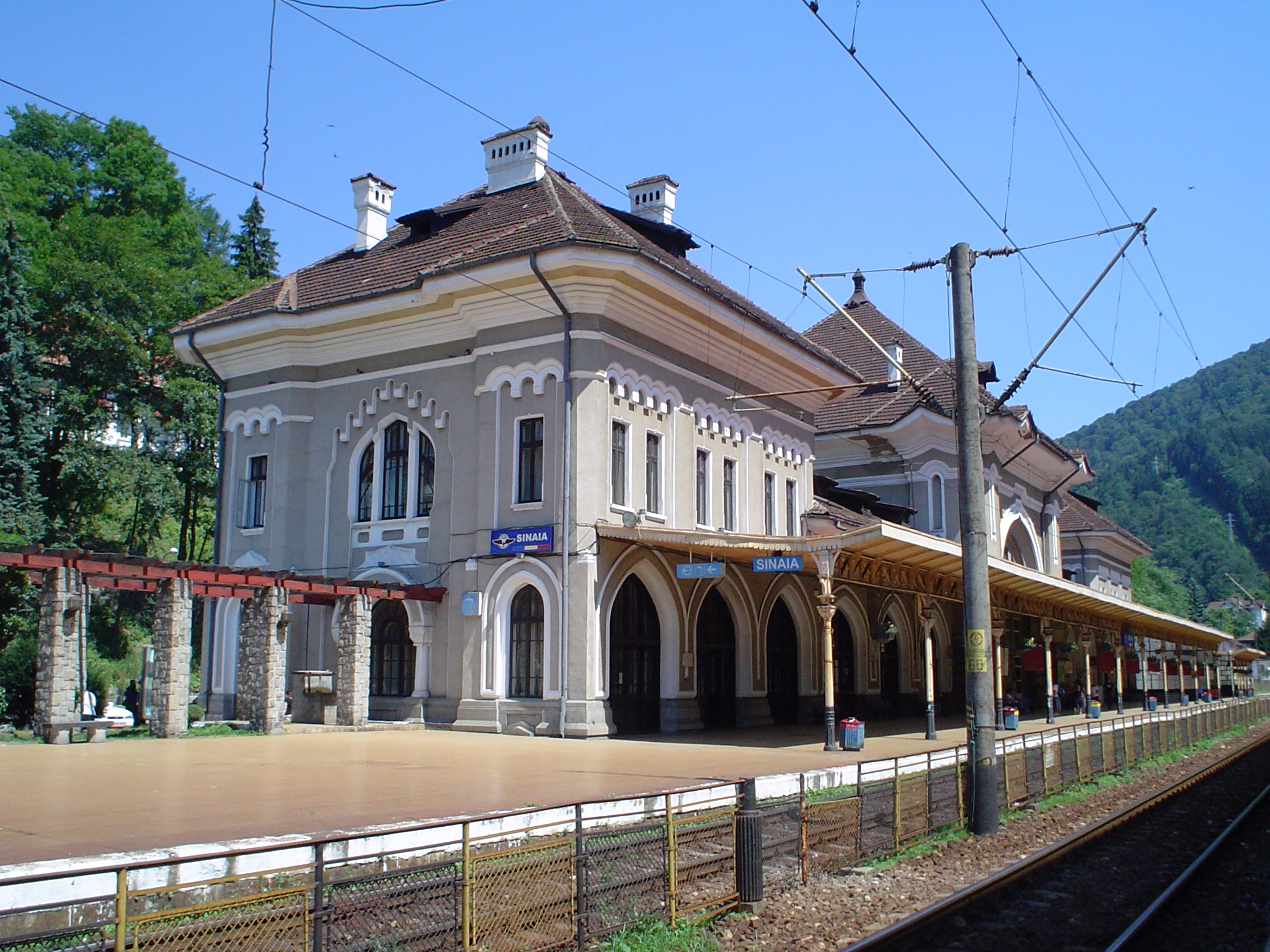
Stazione ferroviaria
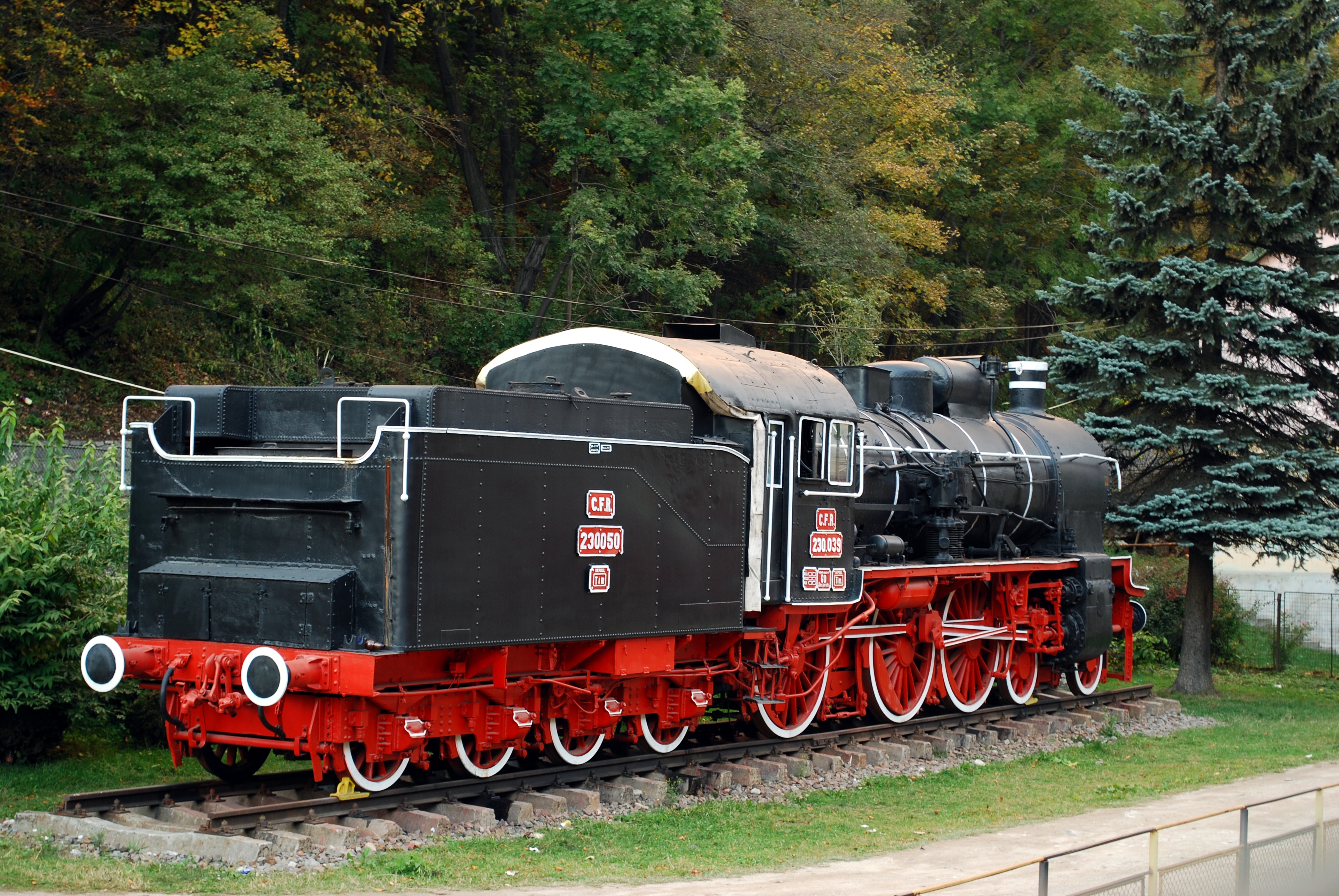
Locomotiva a vapore CFR 230039

## Amministrazione

### Gemellaggi
- Aosta
- Castelbuono

## Sport
Nel 1974 venne aperta la pista da bob e slittino di Sinaia che venne chiusa nel 2006.